# Rubus chrysogaeus
Rubus chrysogaeus är en rosväxtart som beskrevs av Van Royen. Rubus chrysogaeus ingår i släktet rubusar, och familjen rosväxter. Inga underarter finns listade i Catalogue of Life.